# 烏克蘭司法
乌克兰的司法制度制定於1996年烏克蘭憲法中。在改革之前，作爲獨立國家的烏克蘭在1991脫離莫斯科控制後還沒有引進司法覆核的概念，也不存在最高法院。